# Howden Ganley
James Howden Ganley (Hamilton, 24 de diciembre de 1941) es un expiloto de carreras de Nueva Zelanda. Participó en 42 Grandes Premios de Fórmula 1, debutando el 6 de marzo de 1971, sumando un total de 10 puntos de campeonato. También participó en numerosas carreras de Fórmula 1 no puntuables.

## Primeros años y personal
Cuando tenía trece años de edad, asistió al Gran Premio de Nueva Zelanda de 1955 en Ardmore lo cual le inspiró para ser piloto de carreras. Inmediatamente después de dejar la escuela, Ganley se convirtió en reportero para el diario Waikato Times y escribió una columna para Sports Car Illustrated. Se mudó al Reino Unido en 1961 y comenzó una carrera como mecánico.

## Carrera

### Antes de Fórmula 1
Entre 1960 y 1962, Ganley participó en numerosos eventos en toda Nueva Zelanda conduciendo un Lotus Eleven. Durante este período, se ganó la vida trabajando como capataz para una empresa de hormigonado.
En 1970, Ganley terminó segundo a Peter Gethin en Fórmula 5000 Británica. Esto llamó la atención del equipo de Fórmula 1 BRM, que firmó con él un contrato para 1971.

### Fórmula 1
En 1971, Ganley comenzó la temporada prometedora con el quinto puesto en la Carrera de Campeones, no puntuable por el campeonato. A finales de 1971, después de anotar dos puntos finales durante el año, Ganley fue galardonado con el Trofeo Wolfgang von Trips por el mejor desempeño de un recién llegado a los Grandes Premios.

### Posterior a Fórmula 1
El equipo Tiga de Ganley planeo competir en la Fórmula 1 en 1978, con el piloto finlandés Mikko Kozarowitzky, pero el proyecto no tuvo éxito debido a la falta de financiación.

## Resultados

### Fórmula 1
(Clave) (negrita indica pole position) (cursiva indica vuelta rápida)

| Año         | Escudería                  | 1       | 2       | 3       | 4       | 5       | 6       | 7       | 8       | 9     | 10      | 11      | 12      | 13     | 14    | 15     | Pos. | Puntos |
| ----------- | -------------------------- | ------- | ------- | ------- | ------- | ------- | ------- | ------- | ------- | ----- | ------- | ------- | ------- | ------ | ----- | ------ | ---- | ------ |
| 1971        | Yardley Team BRM           | RSA Ret | ESP 10  | MON DNQ | NED 7   | FRA 10  | GBR 8   | GER Ret | AUT Ret | ITA 5 | CAN DNS | USA 4   |         |        |       |        | 15º  | 5      |
| 1972        | Marlboro BRM               | ARG 9   | RSA NC  | ESP Ret | MON Ret | BEL 8   | FRA DNS | GBR     | GER 4   | AUT 6 | ITA 11  | CAN 10  | USA Ret |        |       |        | 13º  | 4      |
| 1973        | Frank Williams Racing Cars | ARG NC  | BRA 7   | RSA 10  | ESP Ret | BEL Ret | MON Ret | SWE 11  | FRA 14  | GBR 9 | NED 9   | GER DNS | AUT NC  | ITA NC | CAN 6 | USA 12 | 19º  | 1      |
| 1974        | March Engineering          | ARG 8   | BRA Ret | RSA     | ESP     | BEL     | MON     | SWE     | NED     | FRA   |         |         |         |        |       |        | NC   | 0      |
| 1974        | Maki Engineering           |         |         |         |         |         |         |         |         |       | GBR DNQ | GER DNQ | AUT     | ITA    | CAN   | USA    | NC   | 0      |
| Referencia: |                            |         |         |         |         |         |         |         |         |       |         |         |         |        |       |        |      |        |